# Parsifal (platenlabel)
Parsifal is een Belgisch platenlabel voor muziek- en kleinkunst. Het werd in 1974 opgericht in Brugge door Nico A. Mertens (geboren 1942) en Gilda Behaeghel (1947-2017), die voorafgaand in 1968 het Theaterburo Merlijn waren begonnen.
Het label produceert voornamelijk kleinkunst, folk en jazz, maar heeft ook sublabels voor blues & roots (Blue Sting) en pop/rock (Halu). Bij Parsifal is werk van veel artiesten uitgegeven, waaronder de vroege platen van Urbanus, Bert De Coninck, Alfred Den Ouden en Kristien De Hollander, De Piotto's, Gerard Vermeersch, Walter De Buck, Frans Joseph Goof, Orchestre du Mouvement Perpétuel, Grand Theft, Thin Line Men, Sois Belle en Yves Bondue en diens groep Le Vélo Vert. Verder ook nog platen van rockbands zoals Red Zebra en Givve Buzze, en blues-artiesten zoals Big Bill, Hideaway, Smokin' Joe Kubek, Studebaker John en Lightnin' Guy.